# Thecacera
Thecacera J. Fleming, 1828 è un genere di molluschi nudibranchi della famiglia Polyceridae.

## Tassonomia
Comprende le seguenti specie:
- Thecacera boyla Willan, 1989
- Thecacera darwini Pruvot-Fol, 1950
- Thecacera pacifica  (Bergh, 1884)
- Thecacera pennigera (Montagu, 1815) - specie tipo
- Thecacera picta Baba, 1972
- Thecacera vittata Yonow, 1994